# 韩国天主教教区列表

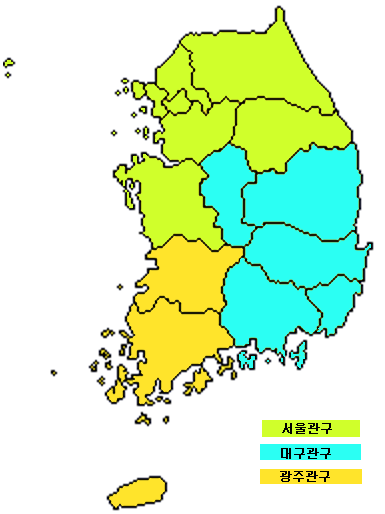
教省轄區示意圖

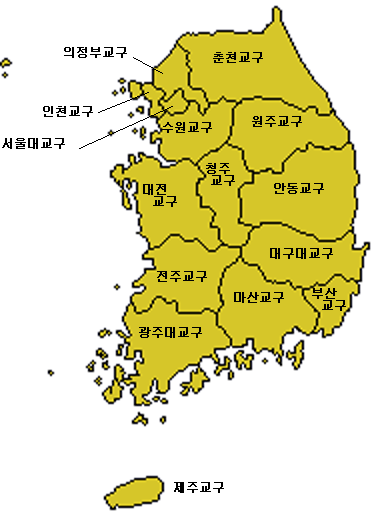
教區位置圖

在韩国的罗马天主教包括3个总教区和14个教区。 

## 光州教省
- 天主教光州总教区
  - 天主教济州教区
  - 天主教全州教区

## 首尔教省
- 天主教首尔总教区
  - 天主教春川教区
  - 天主教大田教区
  - 天主教咸兴教区
  - 天主教仁川教区
  - 天主教平壤教区
  - 天主教水原教区
  - 天主教议政府教区
  - 天主教原州教区

## 大邱教省
- 天主教大邱总教区
  - 天主教安东教区
  - 天主教清州教区
  - 天主教马山教区
  - 天主教釜山教区